# Carlota Ripoll Juan
Carlota Ripoll Juan (Gandia, 2 d'octubre de 1965) és una mestra i política valenciana, senadora per València en la X Legislatura.

## Biografia
És diplomada en Magisteri (especialitat Ciències Humanes) i llicenciada en Geografia i Historia (especialitat Història de l'Art). Militant del Partit Popular de la Comunitat Valenciana, des de 1995 n'és membre de l'executiva local i comarcal, i des de 2006 vicesecretària de Comunicació i Portaveu. Fou escollida regidora de l'ajuntament de Gandia a les eleccions municipals espanyoles de 1995. No tornà a ser escollida fins a les eleccions municipals espanyoles de 2007, després de les quals fou nomenada portaveu adjunt del grup municipal popular, i després de les eleccions municipals espanyoles de 2011 fou nomenada tinent d'alcalde.
Fou escollida senadora per València a les eleccions generals espanyoles de 2011. Ha estat portaveu de la Comissió Mixta per a la Unió Europea.